# Rhombophryne mangabensis
Espèce
Rhombophryne mangabensis est une espèce d'amphibiens de la famille des Microhylidae.

## Répartition
Cette espèce est endémique de Nosy Mangabe à Madagascar. Sa présence est incertaine dans la presqu'île de Masoala voisine.

## Étymologie
Son nom d'espèce, composé de mangab[e] et du suffixe latin -ensis, « qui vit dans, qui habite », lui a été donné en référence au lieu de sa découverte, Nosy Mangabe.

## Publication originale
- Glaw, Köhler & Vences, 2010 : A new fossorial frog, genus Rhombophryne, from Nosy Mangabe Special Reserve, Madagascar. Zoosystematics and Evolution, vol. 86, no 2, p. 235-243.